# Вітер мандрів
«Вітер мандрів» (рос. «Ветер странствий») — радянська пригодницька драма 1978 року режисера  Юрія Єгорова за мотивами творів  М. Пришвіна «Комора сонця» і «Корабельна гущавина».

## Сюжет
Сільські діти Мітраша і Настя відправляються через всю країну в роки Великої Вітчизняної війни на зустріч зі своїм батьком, що потрапив після важкого поранення до госпіталю.

## У ролях
- Галина Астахова —  Настя
- Сергій Кузнецов —  Мітраша
- Володимир Марченко —  Василь Весьолкін
- Юрій Назаров —  Мануйло
- Сергій Яковлєв —  дідусь Онисим
- Марина Яковлєва —  Марфутка
- Іван Екатеринічев —  Михалич
- Олександр Жданов —  Степан
- Олексій Зайцев —  Платон
- Аркадій Пишняк —  дядько Кузьма
- Максим Пучков —  сирота з блокадного Ленінграда
- Алевтина Рум'янцева —  Алевтина
- Ніна Чуб —  льотчиця
- Юрій Катін-Ярцев —  епізод
- Наїна Хоніна —  Укоріна

## Знімальна група
- Сценарій:  Юзеф Прінцев,  Юрій Єгоров
- Режисер-постановник:  Юрій Єгоров
- Оператор:  Олександр Мачільський
- Звукорежисер: Дмитро Боголєпов
- Художник-постановник: Ігор Бахметьєв
- Композитор:  Марк Фрадкін
- Диригент:  Сергій Скрипка
- Пісню виконує Діма Голов, соліст Великого Дитячого хору Всесоюзного радіо і Центрального телебачення